# Francisco de Vitoria
Francisco de Vitoria (Burgos, 1483 - Salamanca, 12 de agosto de 1546) fue un fraile dominico español, escritor y catedrático de la Universidad de Salamanca, destacado por sus ideas y contribuciones al derecho internacional y la economía moral basados en el pensamiento humanista del realismo aristotélico-tomista. Es considerado principal fundador de la Escuela de Salamanca y padre del derecho internacional, además de uno de los más influyentes humanistas del Renacimiento.
La Organización de las Naciones Unidas le homenajeó y la Sala del Consejo del Palacio de las Naciones de Ginebra lleva su nombre. En uno de los murales de esta sala, pintados por José María Sert y presentados en 1936, está representado Francisco de Vitoria dando clase en la Universidad de Salamanca.

## Biografía
Francisco de Vitoria nació en Burgos, probablemente en 1483, hijo de Pedro de Vitoria, de familia vitoriana, y de Catalina de Compludo, emparentada con la familia judeoconversa de los Cartagena. Ingresó en la Orden de Predicadores en 1505, en el convento de San Pablo de Burgos, donde recibió una buena formación humanística.
Hacia 1508 fue enviado a París, donde estudió artes y teología y desde 1513 impartió clases, primero de artes y filosofía, y de teología en la cátedra para extranjeros del colegio de Saint-Jacques a partir de 1516, hasta obtener el doctorado en Sagrada Teología en 1522. Regresó a España un año más tarde como profesor de teología en el Colegio de San Gregorio de Valladolid, hasta que en 1526 obtuvo la cátedra de teología de la Universidad de Salamanca. Introdujo la Summa Theologiae de Tomás de Aquino como el libro de texto básico en teología. Puesto que ya en aquel entonces Salamanca era una de las universidades más prestigiosas de España y Europa, el tomismo fue pronto adoptado por otras, difundiéndose el realismo aristotélicotomista.
La dignidad y los problemas morales de la condición humana fueron el eje en torno al que se desarrolló su obra. Fue especialmente influyente por sus aportaciones al derecho, aunque también tuvieron gran repercusión sus estudios sobre teología y sobre aspectos morales de la economía. No escribió personalmente todas sus obras, sino que han llegado recogidas por sus alumnos o por secretarios a partir de sus lecciones y relecciones (repeticiones que resumían al final del curso las lecciones del año). Sus enseñanzas y métodos pedagógicos dieron su fruto en forma de numerosos teólogos, juristas y universitarios a los que bien enseñó directamente o bien se vieron influidos por sus teorías como Melchor Cano, Domingo Báñez, Domingo de Soto, Francisco Suárez, entre otros, formando la llamada Escuela de Salamanca.

### Economía
Si los bienes se poseyeran en común serían los hombres malvados e incluso los avaros y ladrones quienes más se beneficiarían. Sacarían más y pondrían menos en el granero de la comunidad.
Francisco de Vitoria.

Vitoria fue el inspirador de la Escuela de Salamanca, una variante muy influyente de la escolástica que, entre otras cosas, teorizó abundantemente sobre la economía desde un punto de vista moral. La doctrina católica de su tiempo tenía el afán de lucro desordenado de los comerciantes por pecado, y los comerciantes se dirigieron a él para solventar sus dudas pues, o dejaban el comercio, o se condenaban, lo que le indujo a tratar temas económicos. Según Vitoria el orden natural se basa en la libertad de circulación de personas, bienes e ideas. De esta manera los hombres pueden conocerse entre sí e incrementar sus sentimientos de hermandad. Esto implica que los comerciantes no son moralmente reprobables, sino que llevan a cabo un servicio importante para el bien común o bienestar general. La Escuela de Salamanca desarrolló varias teorías económicas muy influyentes posteriormente, como una teoría del precio justo basada en la escasez del bien e influida por la oferta y la demanda, separándose claramente de la teoría del precio según el coste de producción. Esta escuela también desarrolló la teoría cuantitativa del dinero, utilizada para explicar la alta inflación del siglo XVI.

### Derecho

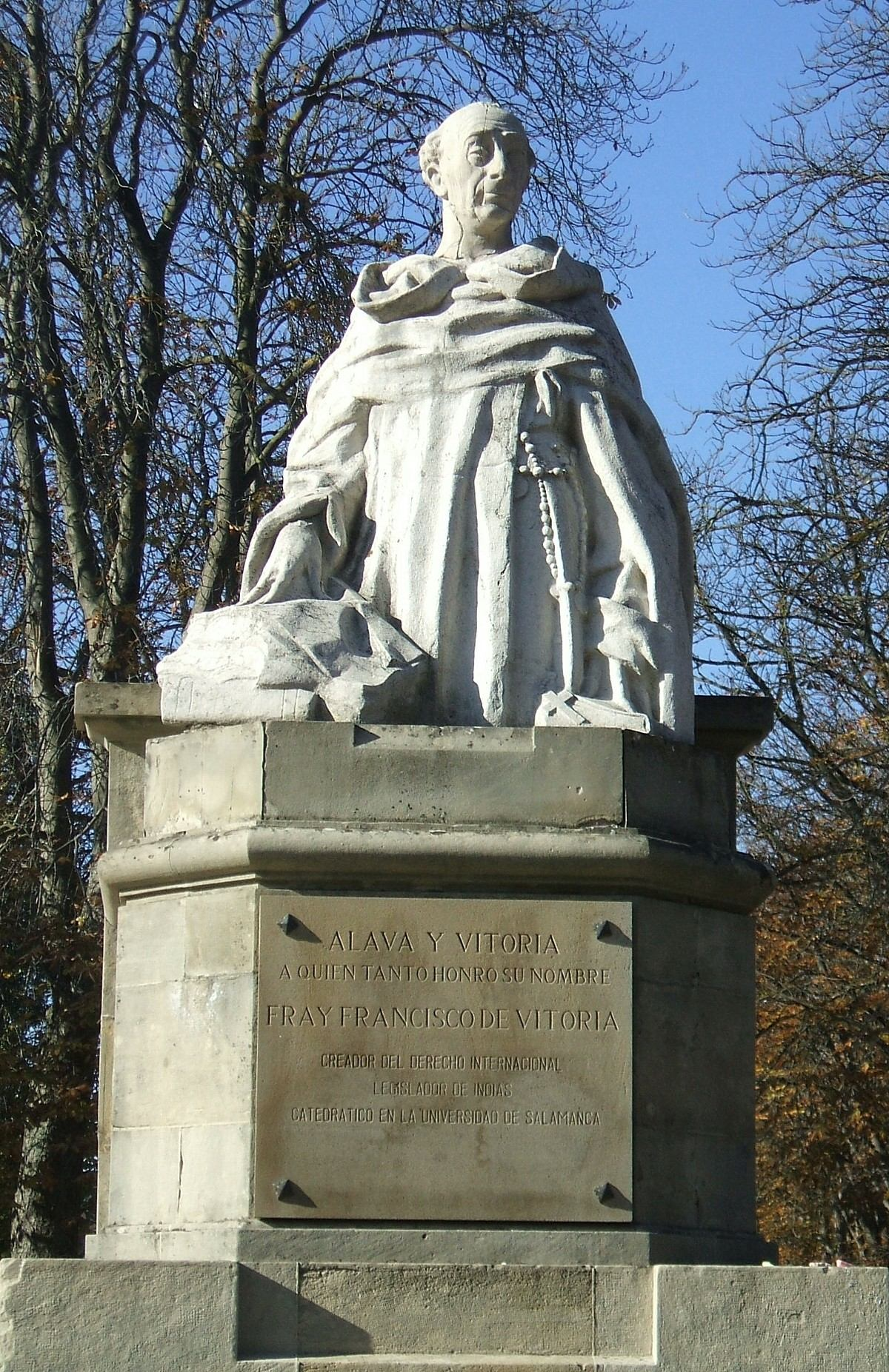
Estatua de Francisco de Vitoria en Vitoria.

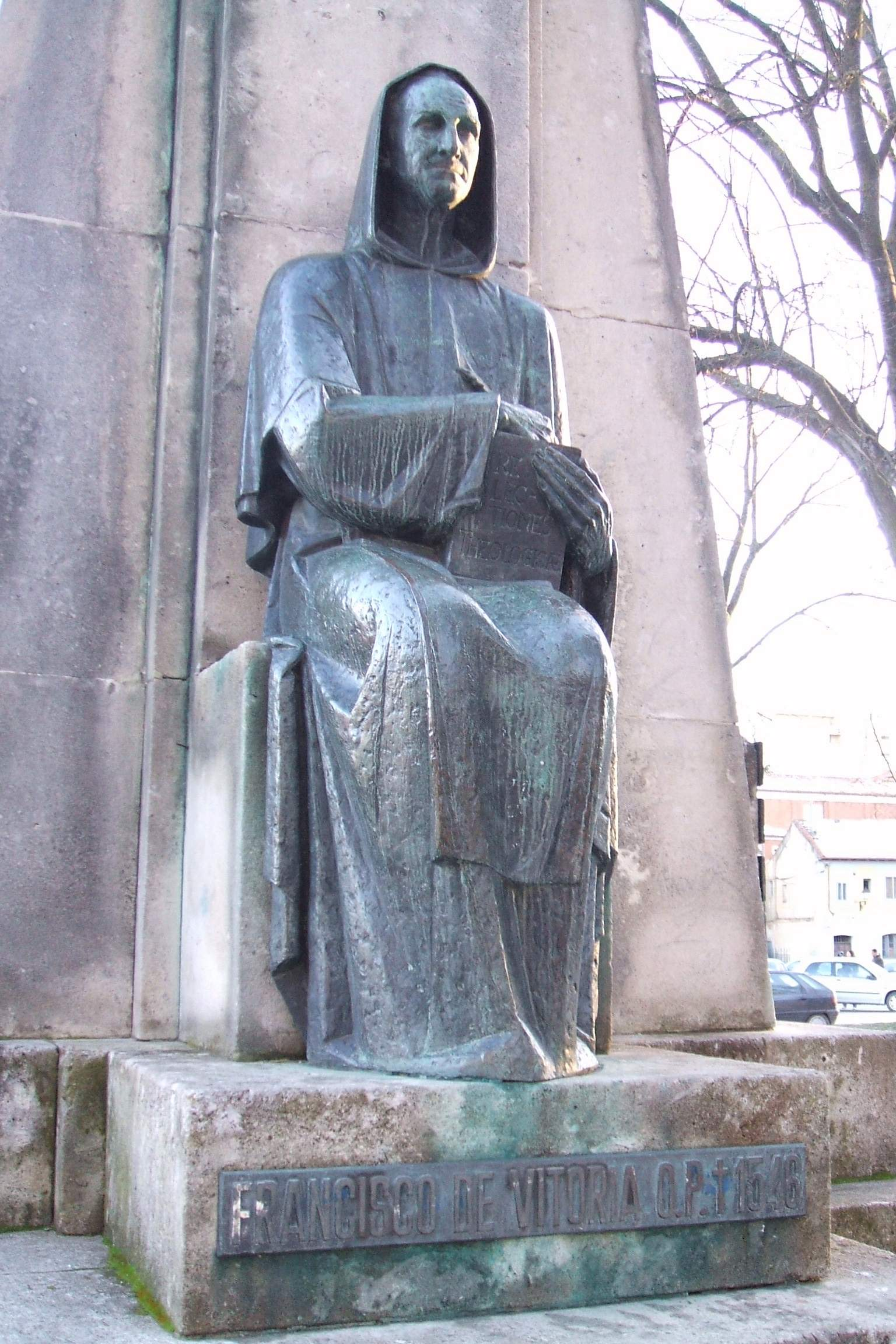
Estatua de Francisco de Vitoria en el monumento a Santo Domingo de Guzmán en Burgos.

Francisco de Vitoria analizó las fuentes y los límites de los poderes civil y eclesiástico. Rechazó ideas medievales: las jerarquías feudales, la supremacía universal del emperador o del papa. Así, el poder civil está sujeto a la autoridad espiritual del papado, pero no a su poder temporal.
Se preocupó por los derechos de los indígenas de América. Su obra De indis recoge las relecciones en las que expresó su postura ante el conocimiento de diversos excesos cometidos en las tierras conquistadas en América. En ella afirma que los indios no son seres inferiores, sino que poseen los mismos derechos que cualquier ser humano y son dueños de sus tierras y bienes. Este fue el inicio del Ius gentium (derecho de gentes). Muy respetado por su valía intelectual, fue consultado por el rey Carlos I y sus ideas y las de fray Bartolomé de las Casas fueron escuchadas en las Cortes. Gracias a estos dos religiosos, en 1542 se promulgaron las Leyes de Indias, que afirmaron que los indios eran seres humanos libres y los ponía bajo la protección directa de la Corona. Después de su muerte, el propio las Casas y varios de sus discípulos (Cano, Soto, Carranza) protagonizaron la Junta de Valladolid (1550) donde se utilizaron contra Juan Ginés de Sepúlveda los argumentos de Vitoria sobre cuáles eran Justos Títulos para la conquista de América y cuáles injustos, en la llamada polémica de los naturales.
Vitoria fue uno de los principales teóricos del concepto de guerra justa. En De iure belli analizó los límites del uso de la fuerza para dirimir las disputas entre pueblos. Es lícito hacer la guerra, pero la única causa justa para comenzarla es responder proporcionadamente a una injuria. Por tanto no es lícita la guerra simplemente por diferencias de religión o para aumentar el territorio.
Estableció, en De potestate civili, las bases teóricas del derecho internacional moderno, del cual es considerado el fundador junto con Hugo Grocio. Fue uno de los primeros en proponer la idea de una comunidad de todos los pueblos fundada en el derecho natural, y no basar las relaciones internacionales simplemente en el uso de la fuerza. Mientras que Nicolás Maquiavelo consideraba al Estado como un conjunto moralmente autónomo (y que, por tanto, no podía ser juzgado según normas externas), en Vitoria la actuación en el mundo tiene límites morales.
Fue el fundador de una escuela de importantes teólogos, principalmente dominicos, que tuvieron una importancia decisiva en el Concilio de Trento.

### Conquistas ilegítimas
El principio de la ley natural y la universalidad de los derechos humanos de Vitoria se  oponían al ansia de dominación las potencias coloniales europeas. Emanada del dogma cristiano, la moralidad predominante sostenía que era legítimo conquistar a los indígenas y gobernarlos. Vitoria consideraba que algunos argumentos para esa conquista eran ilegítimos, basándose en la lógica de que "en un principio todo era común a todos".[cita requerida]
Si los no creyentes no eran necesariamente el mal y los cristianos cometían maldades no era lógico que los cristianos tuvieran derecho sobre los paganos. Esta opinión también cuestionaba el derecho divino de los reyes a gobernar, por lo que originó muchos desacuerdos entre Vitoria y Carlos I rey de España, pero aún con todo el rey siguió pidiendo consejo a Vitoria.

### Guerra justa
Las ideas de la ley natural y derechos de las personas de Vitoria estaban ligadas a su teoría de la guerra justa durante la conquista del Nuevo Mundo se discutían con pasión las justificaciones morales y religiosas de la guerra. El problema central era reconciliar las enseñanzas de Cristo con las realidades políticas a partir de las obras de Santo Tomás de Aquino, quien distinguía entre causa justa y guerra justa, la Escuela de Salamanca reflexionó sobre esa idea. Vitoria no aceptaba que la religión justificase la guerra por el hecho de que los oponentes fueran no creyentes o porque rechazasen la conversión. No se puede forzar las creencias: son una acto de libre albedrío y este nos lo da Dios.
Vitoria no solo separó de la religión los problemas de justicia y moralidad, sino que plantó los cimientos de los futuros estudios sobre leyes internacionales y los derechos humanos. La doctrina de que los estados guerreros tienen responsabilidades y los no combatientes tienen derechos -consagrada por las Convenciones de La Haya y de Ginebra- se origina en las enseñanzas de este erudito. Actualmente esa doctrina se sigue editando cuando se debaten los derechos de los indígenas en el marco del derecho internacional.

### Justos Títulos
Con los Justos Títulos, fray Francisco de Vitoria sentó, en primer lugar, negar los derechos concedidos a los Reyes Católicos. La base de partida es el derecho natural, el derecho de todos los hombres. El mundo debe regirse por un derecho natural, y la guerra se rige por una ley del ius gentium. Los indios formaban estados organizados y como tal solo se les podía declarar la guerra en caso de que negaran a otros pueblos derechos que concede el orden natural, como al impedir el comercio, la prédica del evangelio y las relaciones pacíficas entre los pueblos. 
Desarrolló los Justos Títulos para justificar la presencia de los españoles en América. En su Relectio prior de Indis recenter inventis (diciembre de 1538-enero de 1539) desarrolla el pasaje evangélico en el que Cristo envía a los discípulos a evangelizar al mundo en relación con la conquista americana: “El lugar que ha de comentarse es el de S. Mateo: Enseñad a todas las gentes bautizándolas en el nombre del Padre y del Hijo y del Espíritu Santo...”. En este texto señala los títulos que consideraba que no servían para legitimar o justificar la conquista hispana. A continuación, desarrolla aquellos que le parecen legítimos; la mayoría tienen que ver con las condiciones para poder entablar una guerra justa de conquista.

## Obras
1) De silenti obligatione, curso 1526-27, Navidad de 1527.
2) De potestate civili, curso 1527-28, Navidad de 1528.
3) De homicidio, curso 1528-29, junio de 1530.
4) De matrimonio, curso 1529-30, 25 de enero de 1531.
5) De potestate Ecclesiae prior, curso 1530-31, 1532.
6) De potestate Ecclesiae posterior, curso 1531-32, mayo o junio de
1533.
7) De potestate Papae et Concilii, curso 1532-33, entre abril y junio de
1534.
8) De augmento charitatis, curso 1533-34,  11 de abril de 1535.
9) De eo ad quod tenetur veniens ad usum rationis, curso 1534-35, junio de 1535.
10) De simonia, curso 1535-36,  fines de mayo o principios de junio
de 1536.
11) De temperantia, curso 1536-37, 1537/1538.
12) De indis, curso 1537-38,  1 de enero de 1539.
13) De jure belli, curso 1538-39, 19 de junio de 1539.
14) De magia, curso 1539-40,  18 de julio de 1540.
15) De magia posterior (?), curso 1540-41, primavera de 1543.
De importancia es su amplio comentario, conservado también solo de modo manuscrito a las obras de Tomás de Aquino:
- Comentario a la Secunda secundae de Santo Tomás, ed. Vicente Beltrán de Heredia, 6 volúmenes, Salamanca 1932-1952.
- Textos inéditos de Francisco de Vitoria", en Friedrich Stegmüller: Francisco de Vitoria y la doctrina de la gracia en la Escuela salmantina". Barcelona 1934: 166-482